# Тиц, Виктор Зигфридович
Виктор Зигфридович Тиц (1938—2006) — дирижёр Дальневосточного симфонического оркестра, заслуженный деятель искусств РСФСР (1981), Народный артист России (2002), Почётный гражданин города Хабаровск (2002), руководитель кафедры инструментального исполнительства в Хабаровском институте искусств и культуры. Почётный гражданин города Хабаровска.

## Биография
Окончил аспирантуру Московской консерватории (по классу Лео Гинзбурга «Оперно-симфоническое дирижирование»). Когда наступил момент распределения, выбрал Дальний Восток. Приехал в Хабаровск, где в 28 лет возглавил Дальневосточный симфонический оркестр.
Внес существенный вклад в обновление репертуара оркестра и значительно поднял творческий уровень коллектива. Развивая все лучшие традиции, которые были переданы ему предшественниками, новый дирижёр определил основные принципы работы: высочайший уровень всего коллектива, его солистов, а также яркий оригинальный репертуар.
С большим успехом проходили гастроли В. З. Тица не только со многими оркестрами страны, но и с оркестрами Токио, Сеула, Инчхона.
Похоронен в Москве, на Введенском кладбище.